# راکووا و کونیتسه
راکووا و کونیتسه (به چکی: Raková u Konice) یک منطقهٔ مسکونی در جمهوری چک است که در ناحیه پروستییوو واقع شده‌است. راکووا و کونیتسه ۴٫۲ کیلومتر مربع مساحت و ۲۰۱ نفر جمعیت دارد و ۴۰۴ متر بالاتر از سطح دریا واقع شده‌است.